# Unió Esportiva Extremenya
La Unió Esportiva Extremenya és un club de futbol de la vila de La Massana, a Andorra.
El club va ser fundat l'any 1998 i fins al 2003 s'anomenava Futbol Club Francfurt Cerni. El 2006 va baixar a la Segona Divisió d'Andorra després d'estar una temporada a la màxima divisió estatal en la qual només va aconseguir un punt davant el CE Principat.

## Trajectòria a Primera Divisió
| Temporada |                 | Pos. | PJ. | G | E | P  | GF | GC | Punts |
| --------- | --------------- | ---- | --- | - | - | -- | -- | -- | ----- |
| 1999      | Primera Divisió | 9    | 22  | 5 | 1 | 16 | 23 | 83 | 16    |
| 2003      | Primera Divisió | 8    | 22  | 2 | 1 | 19 | 21 | 85 | 7     |
| 2006      | Primera Divisió | 8    | 22  | - | 1 | 21 | 11 | 98 | 1     |